# Минотавър IV
Минотавър IV (на английски: Minotaur IV или още Peacekeeper SLV и OSP-2 PK) е американска ракета-носител, базирана на междуконтиненталната балистична ракета LGM-118A Пийскийпър с добавени една или две степени. Минотавър IV се разработва и експлоатира от Orbital Sciences, а първият ѝ полет е осъществен на 26 септември 2010 година.

## Варианти
Основният вариант на ракетата се състои от четири степени, като първите три степени представляват свалена от въоръжение междуконтиненталната балистична ракета LGM-118A Пийскийпър, като стандартната четвърта степен е Orion-38. Възможно е замяната ѝ със Star-48V в конфигурация Минотавър IV+ за по-вискоенергийни орбити. Ракетата може да извършва и суборбитални полети само с три степени в лайт конфигурация. Минотавър IV се предлага и с допълнителна пета степен HAPS.

## Полети
| Дата/Час (UTC)          | Вариант           | Космодрум       | Товар                                                                           | Траектория   | Резултат | Бележки                                     |
| ----------------------- | ----------------- | --------------- | ------------------------------------------------------------------------------- | ------------ | -------- | ------------------------------------------- |
| 22 април 2010 23:00     | Минотавър IV Лайт | Ванденберг SLC8 | HTV-2a                                                                          | Суборбитална | Успех    | Успешно изстрелване, но товарът се поврежда |
| 26 септември 2010 04:41 | Минотавър IV      | Ванденберг SLC8 | SBSS                                                                            | ССО          | Успех    |                                             |
| 19 ноември 2010         | Минотавър IV HAPS | Кодиак LP-1     | STPSat-2, FASTRAC-A, FASTRAC-B, FalconSat-5, FASTSAT, O/OREOS, RAX, NanoSail-D2 | НЗО          | Успех    |                                             |
| 11 август 2011          | Минотавър IV Лайт | Ванденберг SLC8 | HTV-2b                                                                          | Суборбитална | Успех    | Успешно изстрелване, но товарът се поврежда |
| 27 септември 2011       | Минотавър IV+     | Кодиак LP-1     | TacSat-4                                                                        | НЗО          | Успех    |                                             |